# Scaphidysderina
Genre
Scaphidysderina est un genre d'araignées aranéomorphes de la famille des Oonopidae.

## Distribution
Les espèces de ce genre se rencontrent en Équateur, en Colombie et au Pérou.

## Liste des espèces
Selon World Spider Catalog (version 18.5, 01/01/2018) :
- Scaphidysderina andersoni Platnick & Dupérré, 2011
- Scaphidysderina baerti Platnick & Dupérré, 2011
- Scaphidysderina cajamarca Platnick & Dupérré, 2011
- Scaphidysderina chirin Dupérré & Tapia, 2017
- Scaphidysderina cotopaxi Platnick & Dupérré, 2011
- Scaphidysderina hormigai Platnick & Dupérré, 2011
- Scaphidysderina iguaque Platnick & Dupérré, 2011
- Scaphidysderina loja Platnick & Dupérré, 2011
- Scaphidysderina lubanako Dupérré & Tapia, 2017
- Scaphidysderina manu Platnick & Dupérré, 2011
- Scaphidysderina molleturo Platnick & Dupérré, 2011
- Scaphidysderina napo Platnick & Dupérré, 2011
- Scaphidysderina pagoreni Platnick & Dupérré, 2011
- Scaphidysderina palenque Platnick & Dupérré, 2011
- Scaphidysderina pinocchio Platnick & Dupérré, 2011
- Scaphidysderina scutata Platnick & Dupérré, 2011
- Scaphidysderina tandapi Platnick & Dupérré, 2011
- Scaphidysderina tapiai Platnick & Dupérré, 2011
- Scaphidysderina tayos Platnick & Dupérré, 2011
- Scaphidysderina tsaran Dupérré & Tapia, 2017

## Publication originale
- Platnick & Dupérré, 2011 : The Andean goblin spiders of the new genus Scaphidysderina (Araneae, Oonopidae), with notes on Dysderina. American Museum Novitates, no 3712, p. 1-51 (texte intégral).